# San Diego Huehuecalco
San Diego Huehuecalco, eller bara Huehuecalco, är en ort i Mexiko, tillhörande kommunen Amecameca i den östra delen av delstaten Mexiko, i den centrala delen av landet. Orten hade 1 824 invånare vid folkräkningen 2010, och är det femte största samhället i kommunen. San Diego Huehuecalco ligger strax sydost om kommunhuvudstaden Amecameca de Juárez och bara cirka 10 kilometer från de båda vulkanerna Iztaccihuatl och Popocatépetl.